# 대한민국의 국기
태극기(太極旗)는 대한민국의 국기다. 흰색 배경 중앙에 파란색과 빨간색의 태극을, 네 귀퉁이에는 팔괘 중 상하가 대칭되는 사괘인 건(乾, ☰), 곤(坤, ☷), 감(坎, ☵), 리(離, ☲)를 그렸다. 이는 음양화합을 상징한다.
1882년(고종 19년) 조미수호통상조약에서 최초로 사용되었으며, 1883년 3월 6일(음력 1월 27일) 조선의 정식 국기로 제안되어 고종에 의해 공포되었다. 대한제국이 1910년 경술국치로 국권을 상실한 이후 일제에 의해 사용이 금지되었으나 1919년 3.1 운동 이후 대한민국 임시정부에 의해 국기로서의 정통성이 계승되었고 광복 이전까지 한국 독립운동의 상징으로 기능하였다.

## 최초의 태극기

### 조선시대

조선 군주의 어기 '태극팔괘도'

태극기는 1882년 조선의 고종이 도안하여 국기로 사용했다. 조선은 현대적인 의미의 국기가 없었으나, 국가를 상징하는 의미로 사용하는 조선 임금의 어기인 태극팔괘도가 있었다. 태극기는 조선군주의 어기인 '태극팔괘도'를 일부 변형하여 고종이 직접 도안하여 제작하였다.
나라를 상징하는 국기를 만들게 된 계기는 청나라의 황준헌이 쓴 《조선책략》에서 "조선이 독립국이면 국기를 가져야 한다"라는 글과 함께 4개의 발을 가진 용 모양을 제시해 놓은 데에서 비롯된다. 미국 전권특사 슈펠트 제독은 만약 조선이 청나라의 국기인 황룡기와 유사한 깃발을 게양한다면 조선을 독립국으로 인정하려는 자신의 정책에 위배되는 처사라고 생각해, 조선 대표인 신헌과 김홍집에게 "국기를 제정해 조인식에 사용할 것"을 요구했다.
고종은 1883년 3월 6일 왕명으로 이 ‘태극·4괘 도안’의 태극기를 국기로 제정·공포했지만 국기 만드는 방법을 구체적으로 정하지 않은 탓에 이후 다양한 형태의 국기가 사용되어 오다가 1948년 8월 15일 대한민국 정부가 수립되면서 태극기의 제작법을 통일할 필요성이 커짐에 따라, 정부는 1949년 10월 15일 「국기제작법고시」를 통해 국기 제작 방법을 확정·발표했다.
1882년 고종은 태극기 제작 과정에 직접 참여하여, 백성을 뜻하는 흰색과 관원을 뜻하는 푸른색과 임금을 뜻하는 붉은 색을 화합시킨 동그라미를 그려넣은 기를 제작하게 하였다. 이는 고종이 계승하고자 했던 정조의 군민일체(君民一體) 사상을 표현한 것이었다. 그러나 이 깃발은 다소 일본 제국의 국기와 비슷하다고 하여, 김홍집은 “반홍반청(半紅半靑)의 태극 무늬로 하고 그 둘레에 조선 8도를 뜻하는 팔괘를 그리면 일본 국기와 구분이 될 것”이라 하여, 태극기 문양이 정해졌다.
이에 1882년 5월 〈조미수호통상조약〉 체결 당시 김홍집은 고종의 명을 받들어 역관 이응준에게 지시하여 직접 배 안에서 태극기를 그려서 사용하도록 하였다. 같은 해 9월 박영효가 고종의 명을 받아 일본에 가면서 ‘태극·4괘 도안’의 기를 만들어 사용하였다는 기록이 있다. 당시 박영효 등 수신사 일행이 일본에 파견되어 갈 때에도 일본의 증기선 메이지마루 배 안에서 직접 태극기를 그려서 사용하였다.
그동안 태극기는 1882년(고종 19년) 제물포 조약의 사후 처리로 3차 수신사 박영효 일행이 일본에 파견되어 갈 때 그들이 편승한 일본 증기선 메이지마루에서 처음 도안하여 사용하였다고 잘못 알려져 왔다. 그러나 국기 문제가 논의된 때는 이보다 앞서 강화도 조약 체결 당시 강화도 회담에서이며, 또한 박영효 이전에 미국 측 요청으로 김홍집의 주도 아래 이응준이 태극기를 만들어 1882년 5월 조미수호통상조약에서 사용했다. 박영효는 '이응준 태극기' 중 4괘(卦)의 좌·우를 바꾼 뒤 국기로 사용했을 뿐이다. 게다가 이미 조선 왕조의 군주를 상징하는 어기로서 “태극 팔괘도”가 규장각에 있었음이 밝혀졌다. 태극기는 조선의 국왕을 상징하는 '태극팔괘도'를 변형하여, 1882년 고종의 명을 받아 제작한 것이 그 시초이다. 1882년에 고종의 명을 받아 처음 제작되고 사용되었던 태극기는 1883년 3월 6일(고종 20년 음력 1월 27일) 정식으로 '조선국기'로 채택되었다.

### 대한제국
1897년(광무 원년) 10월 12일 고종 황제는 '대한제국'의 수립을 선포하고, 기존의 태극기를 그대로 대한제국의 국기로 사용하였다.

### 일제강점기와 대한민국 임시정부
일제강점기 1919년 3월 1일 3·1 운동이 발발하며 전국적인 만세 시위에 태극기가 사용되자 태극기는 항일 운동의 상징으로 각인되었다. 1919년 4월 11일 수립된 대한민국 임시정부에서도 태극기를 사용하였으나 임정 수립 초기에는 태극기를 국기라 칭하지는 않고 단체의 깃발로 사용하다가 1942년부터 한국의 국기를 ‘태극기’라고 표현하기 시작하였다.

### 군정기
1945년 8월 15일 일본의 항복 선언과 함께 태극기 사용이 자유로워졌고, 태극기는 광복 해방된 한국의 당연한 국기로 인식되어 1946년 1월 14일 태극기를 사용하였다. 그러나 북한은 정권 수립 선포를 앞둔 1948년 7월 10일 사용하던 태극기를 폐지하고 인공기로 교체하였다.

### 현대

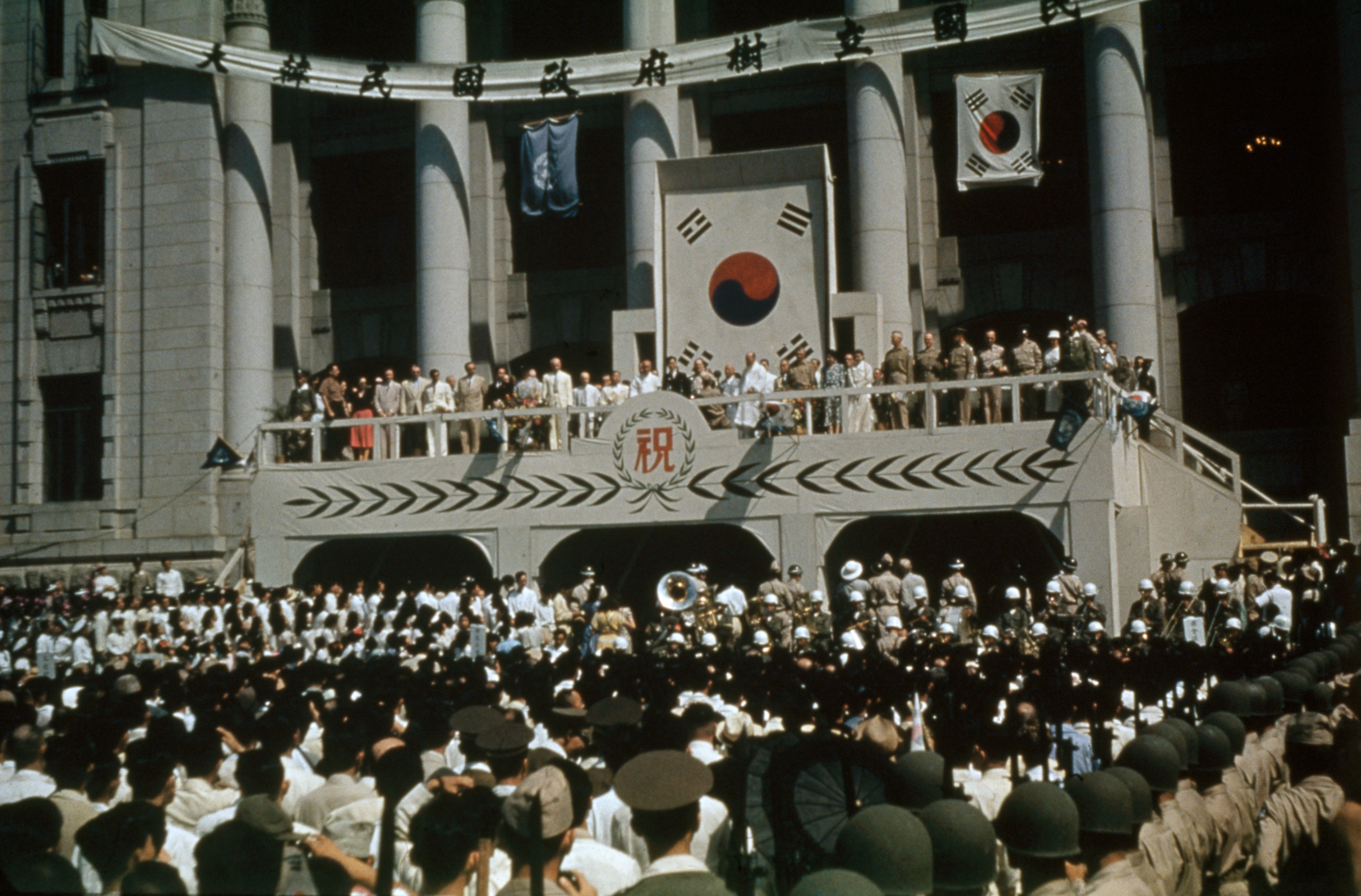
1948년 8월 15일 대한민국 정부 수립 국민축하식

1948년 7월 12일 대한민국 제헌국회에서 태극기가 국기로 공식 제정되었다. 이 때까지만 해도 태극기는 흰 바탕에 태극과 4괘로 구성한다는 원칙만 있을 뿐, 통일된 작도법이 없어 다양한 규격의 태극기가 통용되어 통일의 필요성이 커졌다. 이를 위해 정부가 국기시정위원회를 구성하여 여러 안이 수렴되었으며, 여러 토론 끝에 '우리국기보양회'의 안이 채택되었다. 최종적으로 1949년 10월 15일 문교부 고시로서 현행과 같은 태극기 규격이 정해졌다. 1984년 2월 21일 대통령령으로 기존의 '국기제작법'과 '국기게양방법에 관한 건'으로 이원화된 것을 통합한 '대한민국 국기에 관한 규정'이 제정되었고, 2007년 7월 27일부터 새로운 '대한민국 국기법'이 시행되어 태극기의 제작, 게양, 취급의 지침이 되고 있다.

## 도안과 상징

세로로 늘여서 게양한 태극기

태극기는 《주역》의 계사상전(繫辭上傳)에서 나와 있는 태극→양의(兩儀)→사상(四象)→팔괘(八卦)라는 우주 생성론을 나타내는 태극도라고 할 수 있다. 다만, 조선의 태극 팔괘도는 복희 선천 팔괘(伏羲先天八卦)가 아닌 문왕 후천 팔괘(文王後天八卦)이다.
원이 나타나는 태극은 만물을 생성시키는 근원을 의미하며 도교에서는 태소(太素), 탄드라밀지에서는 카르마무드라라고 하며 사고의 개입이 없는 순수하고 완전한 행위를 의미하는 무아전위(無我全爲)의 우주일체가 역동적으로 움직이는 것을 상징한다.
원 안의 모양은 음양 양의를 나타나고 4괘는 팔괘(八卦)를 대표하는 사정괘(四正卦)를 나타내는 것과 동시에 그 하효(下爻)와 중효(中爻)로 태양(太陽)⸱소음(少陰)⸱소양(少陽)⸱태음(太陰)이라는 사상(四象)도 나타낸다.
흰색 바탕에 가운데 태극문양과 네모서리의 건곤감리(乾坤坎離) 4괘(四卦)로 구성되어 있다.
- 건괘(乾卦) - 3개, 하늘
- 이괘(離卦) - 4개, 불
- 감괘(坎卦) - 5개, 물
- 곤괘(坤卦) - 6개, 땅

흰색 바탕은 밝음과 순수, 그리고 전통적으로 평화를 사랑하는 한국(우리)의 민족성을 나타낸다.
태극 문양은 음(파랑)과 양(빨강)의 조화를 상징하는 것으로 우주 만물이 음양의 조화로 인해 생명을 얻고 발전한다는 대자연의 진리를 표현해낸 것이다.
이와 같이, 예로부터 우리 선조들이 생활 속에서 즐겨 사용하던 태극 문양을 중심으로 만들어진 태극기는 우주와 더불어 끝없이 창조와 번영을 희구하는 한민족(韓民族)의 이상을 담고 있다.

### 사괘
| 구분 | 이름(卦名) | 자연(自然)   | 천체(天體)   | 계절(季節)   | 방위(方位)   | 사덕(四德) | 가정(家庭)     | 의미(意味)     | 성정(性情)   |
| ---- | ---------- | ------------ | ------------ | ------------ | ------------ | ---------- | -------------- | -------------- | ------------ |
| ☰    | 건(乾)     | 하늘(天, 천) | 하늘(天, 천) | 봄(春, 춘)   | 동쪽(東, 동) | 인(仁)     | 아버지(父, 부) | 정의(正義)     | 강건(健, 건) |
| ☷    | 곤(坤)     | 흙(土, 토)   | 땅(地, 지)   | 여름(夏, 하) | 서쪽(西, 서) | 의(義)     | 어머니(母, 모) | 생명력(生命力) | 유순(順, 순) |
| ☵    | 감(坎)     | 물(水, 수)   | 달(月, 월)   | 겨울(冬, 동) | 북쪽(北, 북) | 지(智)     | 아들(子, 자)   | 지혜(智慧)     | 함몰(陷, 함) |
| ☲    | 리(離)     | 불(火, 화)   | 태양(日, 일) | 가을(秋, 추) | 남쪽(南, 남) | 례(禮)     | 딸(女, 녀)     | 결실(結實)     | 화려(麗, 려) |

사괘는 본래 팔괘 중에서 넷을 선택한 것인데, 팔괘는 중국에서 삼황으로 떠받들고 있는 태호 복희가 만든 것이다. 사마천의 《사기》에 따르면 복희는 동이족으로 서술되고 있으며, 그가 팔괘를 처음 만든 사람이라고 밝힌 것은 《주역》 계사전이 최초이다. 다만 조선에 복희 선천 팔괘가 아닌 그것을 고쳐서 만든 문왕 후천 팔괘를 따르는 까닭은 복희가 팔괘를 만든 까닭이 우주 생성 원리를 설명하려 함인 반면 문왕은 우주 생성 원리를 인간의 치세 원리에 반영(“선천 변위 후천도”에서 이르는 〈“자연조화의 체”를 “인사의 용”에 적용〉한다는 사상)하려고 만들었기 때문이다. 또한 종래 주장에서는 팔괘에서 “넷을 제하여” 만들었다고 하였으나, 근래에는 “선천 변위 후천도”에서 선천 팔괘와 후천 팔괘의 관계를 밝히어 팔괘 가운데 "넷을 선택하였다"고 밝히고 있다.

### 건곤감리
건곤감리는 태극기 네 모서리에 그려진 4괘(四卦)로, 각각 하늘(건·乾)과 땅(곤·坤), 물(감·坎), 불(리·離)을 상징한다.
가운데 그려진 태극 문양이 음과 양의 조화를 상징하는데, 4괘는 태극을 중심으로 조화를 이루고 있는 모습을 표현했다.
태극기의 바탕인 흰색은 백의 민족으로 불리던 우리의 민족성을 의미한다. 밝음과 순수, 전통적으로 평화를 사랑하는 성향을 나타내고 있다.
한편, 태극기는 1882년 9월 박영효가 고종의 명을 받아 특명전권대신 겸 수신사로 일본으로 향하는 선상에서 태극 문양과 그 둘레에 건곤감리 4괘를 그려 넣은 이후 점차 공식화된 것으로 알려졌다.
각 괘를 살펴보면 건괘는 태극기의 왼쪽 윗부분에 위치하고 세 줄의 양효로 구성되었고, 오른쪽 아랫부분에 위치한 곤괘는 음효만 세 줄로 표현된다. 기면의 오른쪽 윗부분에 위치한 감괘는 맨 위와 아래가 음효이고 가운데가 양효로 나타나고, 왼쪽 아랫부분에 위치한 이괘는 감괘와 반대로 맨 위와 아래가 양효이고 가운데가 음효로 구성되어 있다.
건곤감리는 나누어지지 않은 선(⚊)으로 표현되는 양효(陽爻)와 나누어진 선(⚋)으로 표현되는 음효(陰爻)의 조합으로 구성된다(Lim, 1998). 각 괘를 살펴보면 건괘는 태극기의 왼쪽 윗부분에 위치하고 세 줄의 양효로 구성되었고, 오른쪽 아랫부분에 위치한 곤괘는 음효만 세 줄로 표현된다. 기면의 오른쪽 윗부분에 위치한 감괘는 맨 위와 아래가 음효이고 가운데가 양효로 나타나고, 왼쪽 아랫부분에 위치한 이괘는 감괘와 반대로 맨 위와 아래가 양효이고 가운데가 음효로 구성되어 있다. 이렇듯 태극기 안에서 건곤감리는 양효나 음효가 셋을 이루거나 1대2 또는 2대1의 비율로 짝을 이루어 표현되고 있으며, 태극문양과 함께 음과 양의 조화를 이루고 있다.
건곤감리는‘주역’의 기본 괘이자, 우리나라의 국기인 태극기의 모서리에 표현되어 하늘과 땅, 물과 불을 상징하는 4개의 괘(卦)이다.  ‘乾 건괘 건, 坤 곤괘 곤, 坎 감괘 감, 離 이괘 리’가 합쳐진 말로 태극기는 흰색 바탕 가운데 태극 문양과 네 모서리의 건곤감리로 돼 있다.
태극기를 달 때는 건곤감리의 위치를 기억하면 된다. 왼쪽 위 괘가 '건', 오른쪽 아래가 '곤', 오른쪽 위가 '감', 왼쪽 아래가 '리'이다.
‘주역’에서는 건(乾)⸱태(兌)⸱이(離)⸱진(震)⸱손(巽)⸱감(坎)⸱간(艮)⸱곤(坤)의 팔괘를 기본으로 하여, 천지만물을 상징하는 육십사괘를 설정했다. 건괘(乾卦)는 하늘을 상징하며, 오행(五行)의 금(金)을 뜻한다. 곤괘(坤卦)는 땅을 의미하며, 오행의 토(土)를 뜻한다. 기본 괘 가운데서도 건괘와 곤괘는 모든 괘의 중심이며, 출발점이라고 할 수 있다. 감괘(坎卦)는 달과 물을 상징하며, 오행의 수(水)를 뜻한다. 이괘(離卦)는 해와 불을 상징하며, 오행의 화(火)를 뜻한다.
각각의 괘의 형상은 효(爻)로 표현되는데, 효는 끊어지지 않은 선(⚊)으로 표현되는 양효(陽爻)와 끊어진 선(⚋)으로 표현되는 음효(陰爻)로 나뉜다. 괘의 형상은 이 양효와 음효가 홀로 셋을 이루거나 1 대 2 또는 2 대 1 등의 비율로 짝을 이루어 표현되는 것이다. 건괘는 양효만 세 줄로 표현되고, 곤괘는 음효만 세 줄로 표현된다. 감괘는 맨 위와 아래가 음효이고 가운데가 양효로 표현되며, 이괘는 감괘와 반대로 맨 위와 아래가 양효이고 가운데가 음효로 표현된다.
대한민국을 상징하는 태극기에서 가운데 그려진 태극 문양은 음(파랑)과 양(빨강)의 조화를 상징한다. 네 모서리에 그려진 건곤감리의 4괘는 음과 양이 서로 변화하고 발전하는 모습을 양효와 음효의 조합을 통해 구체적으로 나타낸 것이다. 4괘는 각각 하늘⸱땅⸱물⸱불을 상징하며, 태극을 중심으로 통일의 조화를 이룬다. 건괘는 기면(旗面)의 왼쪽 윗부분에, 곤괘는 오른쪽아랫부분에 위치하여 무궁한 정신을 나타낸다. 감괘는 기면의 오른쪽 윗부분에, 이괘는 왼쪽아랫부분에 위치하여 광명의 정신을 나타낸다.

## 규격
태극기의 규격은 다음과 같이 규정되어 있다.

대한민국의 국기 규격

### 색상
태극기의 공식 색상은 대한민국 국기법 시행령에 지정되어 있다. 현재의 공식 색상은 1997년 10월 15일에 정해졌다.
| 색 표시 방법 | 먼셀 색 체계 | CIE 1931 색 공간     | 팬톤 색 체계 | 웹 색상 | RGB           |
| 빨간색       | 6.0R 4.5/14  | 0.5640, 0.3194, 15.3 | 186 C        | #CD2E3A | 205, 46, 58   |
| 파란색       | 5.0PB 3.0/12 | 0.1556, 0.1354, 6.5  | 294 C        | #0047A0 | 0, 71, 160    |
| 검은색       | N 0.5        | N/A                  | N/A          | #000000 | 0, 0, 0       |
| 하얀색       | N 9.6        | N/A                  | N/A          | #FFFFFF | 255, 255, 255 |

### 깃대와 깃봉
대한민국 국기법 시행령에 따르면 태극기의 깃대는 견고한 재질로 만들어야 하며, 그 색은 하얀색·은백색·연두색 또는 이와 유사한 색으로 한다고 규정하고 있다. 태극기의 깃봉은 하단에 꽃받침 5조각이 달린 둥근 무궁화 꽃봉오리 모양이어야 하고, 황금색을 띠어야 한다고 규정하고 있다. 깃봉의 지름은 태극기의 깃면 너비의 1/10이어야 한다고 규정하고 있다.

대한민국의 국기에 사용되는 깃봉

## 올리는 날
국경일과 그밖의 지정하는 날에 게양한다.
- 3월 1일: 3·1절
- 6월 6일: 현충일 (조기 게양)
- 7월 17일: 제헌절
- 8월 15일: 광복절
- 10월 1일: 국군의 날
- 10월 3일: 개천절
- 10월 9일: 한글날
- 국가장(國家葬) 기간 (조기 게양)
- 정부가 따로 지정하는 날
- 지방자치단체가 조례 또는 지방의회의 의결로 정하는 날 (해당 지방자치단체에 한함)

국가와 지방자치단체, 공공단체의 청사, 학교, 공항·호텔 등의 국제적인 교류 장소 등에는 연중 국기를 게양하도록 되어 있다.

### 국기 게양 시간
국기는 24시간 게양할 수 있으며, 야간 게양 시에는 적절한 조명을 해야 한다. 강우, 강설, 강풍 등으로 인해 국기의 훼손이 우려될 경우에는 하기해야 한다.

#### 국기 게양과 강하시각
국기를 해가 뜬 동안에만 게양하고자 하는 경우, 다음 시각에 맞추어 게양하고 강하한다.
| 기 간             | 게양 시각 | 강하 시각 |
| ----------------- | --------- | --------- |
| 3월 ~ 10월        | 05:00     | 19:00     |
| 11월 ~ 이듬해 2월 | 06:00     | 18:00     |

## 국기의 변화

### 공식 국기

조선정부 공식 반포 국기 (1883년)[22].
대한민국 임시정부 (1919년 ~ 1945년)
8·15 광복 당시 태극기. (1945년 ~ 1948년)건국준비위원회와 조선인민공화국의 국기이기도 하였으나, 정부수립 이전 한반도에서 태극기를 사용하였다.
대한민국 정부 수립 직후 문교부 지침으로 규정된 태극기. (1948년 ~ 1949년)
1949년 10월 15일부터 1997년 10월 14일까지 사용된 태극기. 태극기의 건곤감리 배치가 달라졌다.[23]
1949년 10월 15일부터 1997년 10월 14일까지 사용된 태극기. (태극의 색조가 다른 버전)
1997년 10월 15일부터 현재까지 사용되고 있는 태극기. 태극의 색조가 수정되었다.[24]
동일한 규격에 따랐지만 CIE xyY 색도 분포표와 먼셀 색 체계만 규정되었고, sRGB값 등이 지정되지 않은 관계로 같은 체계를 따랐어도 다른 색이 나올 수 있다.

### 기타

조선의 어기인 태극팔괘도
조선의 어기인 태극팔괘도 (1882년 ~ 1907년)
조선 시대 군기인 좌독기
1882년 7월 미국에서 제작한 《해양 국가들의 국기》이라는 제목의 책에 나온 태극기
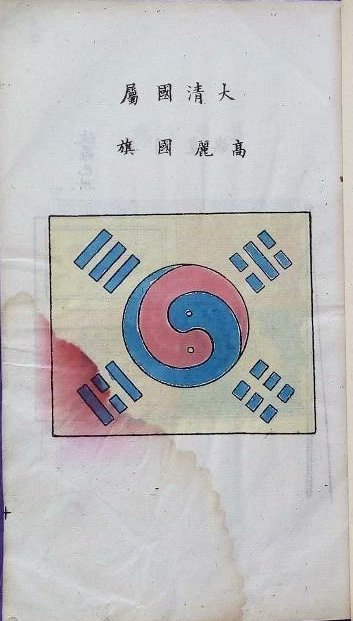
대청국속 고려국기 (1883년)
통리교섭통상사무아문에서 제작한 태극기 (1884년)
데니 태극기 (1888년)
태극기 (1893년)
1899년 미국에서 제작한 《해양 국가들의 국기》에 나오는 태극기
대한황제폐하몸기(황제기)
일제강점기의 태극기(안중근이 혈서로 대한독립이라고 씀)
3·1 운동 당시의 태극기 (1919년) 3·1 운동 당시 평양 숭실학교에서 제작된 국기이다.
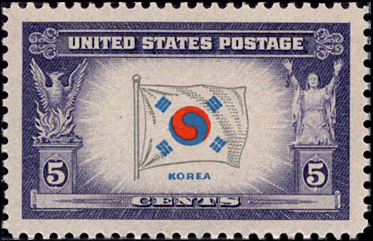
1944년 11월에 발표된 미국 우표에 그려진 태극기
독립군의 부대장이 보관하고 있던 진군기(進軍旗)

### 등록문화재로 지정된 태극기
- 뉴욕 월도프 아스토리아 호텔 게양 태극기 - 등록문화재 제381호
- 데니 태극기 - 등록문화재 제382호
- 미 해병대원 버스비어 기증 태극기 - 등록문화재 제383호
- 동덕여자의숙 태극기 - 등록문화재 제384호
- 남상락 자수 태극기 - 등록문화재 제386호
- 대한독립만세 태극기 - 등록문화재 제387호
- 김구 서명문 태극기 - 등록문화재 제388호
- 한국광복군 서명문 태극기 - 등록문화재 제389호
- 유관종 부대원 태극기 - 등록문화재 제390호
- 경주 학도병 서명문 태극기 - 등록문화재 제391호
- 건국법정대학 학도병 서명문 태극기 - 등록문화재 제392호
- 이철희 사변폭발 태극기 - 등록문화재 제393호
- 불원복 태극기 - 등록문화재 제394호
- 명신여학교 태극기·현판·완문 - 등록문화재 제468호
- 강릉 선교장 소장 태극기 - 등록문화재 제648호

## 같이 보기
- 한국의 기 목록
- 김구 서명문 태극기
- 태극
- 태극
- 데니 태극기
- 한반도기
- 국기에 대한 맹세
- 팔괘
- 태극기 휘날리며 (영화)
- 태극이 포함된 국가 혹은 지역의 깃발
  - 몽골의 국기
  - 티베트의 기
- 북한의 국기